# Глен Кемпбелл
Глен Тревіс Кемпбелл (англ. Glen Travis Campbell; 22 квітня 1936, США — 8 серпня 2017, США) — американський співак, гітарист, автор пісень, телеведучій та актор.